# E타이프
보 마르틴 에릭 에릭손(스웨덴어: Bo Martin Erik Eriksson, 1965년 8월 27일 ~ )은 E타이프(E-Type)라는 이름으로 잘 알려진 스웨덴의 가수이다. 대표곡으로 벨기에, 네덜란드에서 공동 개최한 UEFA 유로 2000의 공식 주제가인 《Campione 2000》 등이 있다.

## 같이 보기
- 분류:스웨덴의 가수